# Bandera de Colorado
La bandera de Colorado  consta de tres franjas horizontales del mismo ancho, en su parte superior e inferior las franjas son de color azul, y la franja del centro es blanca. En la parte superior de estas franjas se encuentra la letra roja "C", llena en su interior con un disco de oro. El color azul está destinado a representar el cielo, el oro representa la riqueza de minerales que se encuentran en Colorado, de color blanco que representa los lugares nevados y el rojo que representa lo "rojizo del Río Colorado".
La bandera fue diseñada por Andrew Carlisle Johnson en 1911 y aprobada  la Asamblea General del estado el 5 de junio del mismo año. Sin embargo, el legislador no especificó el tamaño de la "C" ni tampoco de forma exacta los colores color azul y rojo. Así, algunas banderas fueron ligeramente diferentes en cuanto a colores y tuvo la "C" en su totalidad dentro de la franja del medio. El 28 de febrero de 1929, la Asamblea General añadió a la descripción de la bandera que el color azul y rojo sería el mismo usado en la bandera de los Estados Unidos. El 31 de marzo de 1964, el legislador dicta el diámetro del disco de oro a ser igual debido al uso de éste en la franja central.

## Banderas históricas

Bandera de Colorado (1907-1911)
Bandera de Colorado (1911-1964)